# Età del ferro pre-romana

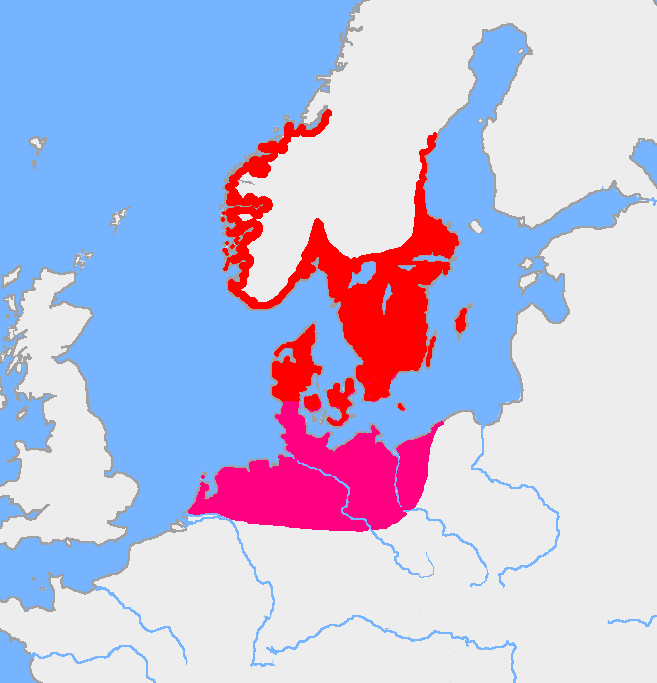
Età del ferro pre-romana in Europa settentrionale, IV secolo a.C. - I secolo a.C.

L'età del ferro pre-romana (V/IV secolo a.C. - I secolo a.C.) indica la prima parte dell'età del ferro in Scandinavia, in Germania settentrionale e nei Paesi Bassi a nord del fiume Reno, tutte zone che possono vantare numerosi scavi archeologici. Gli oggetti scoperti suggeriscono che le culture sviluppatesi in questo periodo evolsero con maggior velocità rispetto a quelle dell'età del bronzo scandinava, ma che furono fortemente influenzate dalla cultura di Hallstatt dell'Europa centrale, di stampo tipico dell'età del ferro celtica. Nel I secolo a.C. l'influenza romana iniziò a giungere in Danimarca.

## Caratteristiche
Gli archeologi decisero di dividere l'età del ferro in due parti (pre e post romana) dopo che Emil Vedel rinvenne numerosi artefatti nel 1866 sull'isola di Bornholm. Questi oggetti non mostravano la stessa influenza romana di quelli risalenti ai primi anni dopo Cristo, il che indicava che parti dell'Europa settentrionale non erano ancora entrate in contatto col mondo romano all'inizio dell'età del ferro.
Questo fatto è chiarissimo nella celtica cultura di La Tène a sud, la cui tecnologia avanzata nella lavorazione del ferro fu molto influente, quando attorno al 600 a.C. i popoli settentrionali iniziarono ad estrarre ferro dalle rocce delle torbiere. I più antichi oggetti in ferro ritrovati sono gli aghi, ma sono stati trovati anche arnesi, spade e falcetti. Il bronzo continuò ad essere usato per tutto il periodo, ma soprattutto come decorazione.
I riti funerari mantennero l'uso in voga nell'età del bronzo di bruciare i cadaveri ponendo le ceneri in urne, caratteristica tipica della cultura dei campi di urne. Nei secoli precedenti, l'influenza della cultura di La Tène si sparse in Scandinavia partendo dalla Germania nord-occidentale, e gli oggetti associabili a questo periodo si trovano in tutte le provincie della Scandinavia meridionale.
Gli archeologi hanno trovato spade, elmi, punte di lancia, forbici, falcetti, pinzette, pugnali, aghi, fibbie, bollitori, ed altro relativi a questa età. Il bronzo venne usato per produrre torque e bollitori, il cui stile era un retaggio dell'età del bronzo. Alcuni dei migliori ritrovamenti sono il Calderone di Gundestrup in argento e i carri di Dejbjerg dallo Jutland, due carrozze a quattro ruote costruite in legno con parti in bronzo.
Di notevole interesse è anche la nave di Hjortspring, trovata sull'isola di Als, in Danimarca, che documenta le abilità marittime di questi popoli del IV secolo a.C..

## Espansione
Il cambio culturale che mise fine all'età del bronzo fu segnato dall'espansione della cultura di Hallstatt da sud, ed accompagnato da un peggioramento climatico che causò modifiche radicali a flora e fauna. In Scandinavia questo periodo viene spesso chiamato Età senza reperti a causa della totale mancanza di ritrovamenti. Mentre in Scandinavia questa mancanza è consistente con il calo della popolazione, la parte meridionale della cultura, la cultura di Jastorf, si stava espandendo verso sud. I cambiamenti climatici giocarono un ruolo importante nella migrazione verso meridione delle tribù, considerate germaniche, fino a raggiungere l'Europa continentale.
Esistono varie scuole di pensiero riguardo all'interpretazione del dilagare innovativo culturale, se una nuova cultura dei materiali riflettesse un movimento bellico dei popoli verso sud o se sia dovuta ad un'espansione pacifica. L'idea prevalente nei Paesi Bassi sostiene che le innovazioni dell'età del ferro, a partire dalla cultura di Hallstatt (800 a.C.) non coinvolsero altri popoli, ma erano dovute ad un naturale sviluppo della cultura dell'età del bronzo. Un altro nucleo dell'età del ferro, rappresentante del possibile sviluppo locale, è cultura di Wessenstedt (800 - 600 a.C.).
I rappresentanti dell'età del ferro nordica erano probabilmente i popoli di lingua germanica. Lo stadio di sviluppo di queste popolazioni non è noto, nonostante si suppongono essere state proto-germaniche. L'ultima fase di questo periodo vede l'inizio delle migrazioni barbariche, a partire dall'invasione di Teutoni e Cimbri fino alla loro sconfitta nella battaglia di Aquae Sextiae del 102 a.C., primo sintomo della più turbolenta età del ferro romana e dell'età delle migrazioni.